# Добърско
До̀бърско е село в Югозападна България. То се намира в община Разлог, област Благоевград.

## География
Добърско е малко планинско село, разположено в южните поли на Рила на 1050 метра надморска височина. Отдалечено е на 70 километра от областния център Благоевград, на 17 от Банско и на 18 от Разлог. През землището на Добърско тече река Клинощица, а през самото село притокът ѝ Клинец. Близо до селото се намира водопадът Щрокалото (с височина 30 м.), защитената територия на Национален парк Рила и вековното дърво „Доклюва ела“ (на 500 г.).
То е старинно българско селище. Говори се на диалект, характерен за разложките говори от западното българско наречие.

## История
Старо име на селото е Недобърско или „Недобрацко“.
По тези земи са живели тракийските племена беси. Свидетелства за тракийския произход на селото са открити при разкопки на ливадата до пътя към Спасов мост. Намерена е плоча с изобразен херос, или така наречения Тракийски конник, датирана около VII-VI век преди Христа. В покрайнините на селото има останки от римска пещ за тухли и керемиди, датирани от археолозите от Благоевградския исторически музей към III – IV век и открити в 2001 година. Високо над сегашното селище има местност Германица.
Селото се споменава за пръв път като подвластно на Рилския манастир в Рилската грамота на цар Иван Шишман от 1378 година под името Гнидобрадско. В джелепкешански регистър от 1576 година е отбелязано под името Гнидобронска като вакъфско село. След процесите на потурчване в Разлога през втората половина на XVII век Добърско значително увеличава населението си с търсещи убежище в планината българи и до края на XVIII век, преди издигането на Банско, Добърско е икономически водещото селище на Разложката котловина. По пасищата му се отглеждат големи стада добитък, които слизат през зимата на юг в полетата на Сяр и Драма, откъдето добърските търговци изнасяли памук за Босна, Сърбия, за Виена и Будапеща.
В 1861 година в Недобърско е открито българско килийно училище. В 1870 г. се въвежда българската азбука. В 1876 година в селото е основан революционен комитет начело с Вельо Чергов, част от Четвърти революционен окръг. Комитетът е разкрит и местните дейци са арестувани преди избухването на Априлското въстание. Според „Етнография на вилаетите Адрианопол, Монастир и Салоника“, издадена в Константинопол в 1878 година и отразяваща статистиката на населението от 1873 г., в Недобърско (Nédobersko) има 154 домакинства с 520 жители българи.
В 1878 година заедно с цяла Македония Недобърско остава под османска власт. Над селото е прокарана граница и така връзките му с Рилския манастир са прекъснати и достъпът до пасища прекратен. Жителите на селото подписват молбата до командващия руската армия княз Николай Николаевич за освобождаване от османска власт. По време на Кресненско-Разложкото въстание селото е разграбено и опожарено.
В 1891 година Георги Стрезов пише за селото:
| „ | Добърско или Недобърско, в полите на Рила, на С от Мехомия 2 часа. Орна земя речи липсува съвсем, околност камениста. Околната природа повлияла и върху селянете; повячето излизат просяци; числото им се увеличава от притока на всякакви събратия. Леността направила мнозина от тези планински жители недъгави, болничави. В това село има две църкви: една нова, в която се черкуват, и друга стара. Последната е съградена около 1130 г., вероятно от някой български цар; и сега е здрава. Преди трийсетина години тук се намирали запазени много старини, като пергаменти, надписи. Къщи 190, само български. Поддържат един учител и 60 ученика. | “ |

Съгласно статистиката на Васил Кънчов („Македония. Етнография и статистика“) към 1900 година в Недобърско (Недобратско) живеят 780 жители, всички българи-християни.
Една от новостите за Добърско е построеният около средата на века черк – трион за бичене на дъски. Пералища, валевица и воденица е имало и по-рано.
След попадането му в България, с царски указ от 1913 година, по желание на жителите му, името на селото от Недобърско става Добърско.

### Кметове на селото след 1914 г.
| Име                        | Години          |
| -------------------------- | --------------- |
| Петър Младенов Вучков      | 1914 г.-1918 г. |
| Лазар Зарев Чергов         | 1918 г.-1922 г. |
| Петър Кръстев Вучков       | 1922 г.-1924 г. |
| Лазар Попатанасов          | 1924 г.-1926 г. |
| Георги Софронов Корунов    | 1926 г.-1928 г. |
| Петър Кръстев Вучков       | 1928 г.-1930 г. |
| Костадин Иванов Мицин      | 1930 г.-1932 г. |
| Яким Петров Вучков         | 1932 г.-1934 г. |
| Лазар Попатанасов          | 1934 г.-1934 г. |
| Атанас Игнатов Папев       | 1934 г.-1934 г. |
| Петър Кръстев Вучков       | 1934 г.-1944 г. |
| Лазар Попатанасов          | 1944 г.-1945 г. |
| Лазар Якимов Вучков        | 1945 г.-1947 г. |
| Алекса Кръстев Вучков      | 1947 г.-1950 г. |
| Петър Никифоров Костов     | 1950 г.-1957 г. |
| Петър Кръстев Ласков       | 1957 г.-1958 г. |
| Петър Никифоров Костов     | 1958 г.-1961 г. |
| Петър Кръстев Ласков       | 1961 г.-1962 г. |
| Георги Василов Попов       | 1962 г.-1962 г. |
| Петър Никифоров Костов     | 1962 г.-1979 г. |
| Георги Василов Попов       | 1979 г.-1984 г. |
| Георги Петров Костов       | 1985 г.-1990 г. |
| Лазар Георгиев Лучков      | 1991 г.-1991 г. |
| Георги Григоров Костов     | 1991 г.-1995 г. |
| Георги Спасов Будин        | 1995 г.-1999 г. |
| Илия Лазаров Бельов        | 1999 г.-2003 г. |
| Никола Костадинов Найденов | 2003 г.-2015 г. |
| Илиан Михаилов Джунев      | 2015 г. -       |

## Население
Численост на населението според преброяванията през годините:
| Година на преброяване | Численост |
| 1934                  | 730       |
| 1946                  | 760       |
| 1956                  | 742       |
| 1965                  | 770       |
| 1975                  | 777       |
| 1985                  | 780       |
| 1992                  | 703       |
| 2001                  | 679       |
| 2011                  | 650       |
| 2021                  | 534       |

### Население по възраст
Население по възраст според преброяванията на населението през годините (в %):
|      | 0 – 14 г. | 15 – 64 г. | над 65 г. |
| 2011 | 15.5%     | 67.8%      | 16.6%     |

### Етнически състав
Основната етическа група според преброяването на населението през 2011 г. са българи – общо 642 жители.

## Култура и изкуство
През 1928 г. е основано местното читалище, организират се първи „вечеринки“. За първи път в Добърско радиоприемник има през 1937 г.
Учителите вече са четирима за четирите отделения в 1938 г. Новата училищна сграда с големите усилия на всички в селото е построена в 1940 г. Училището се казва „Свети Климент Охридски“. През 1948 г. в училището е открита една паралелка за бъдещата прогимназия, открита е детска градина. В следващите години броят на учителите нараства. Значима е и дейността на местното читалище. Поради демографски промени се извършва голямо придвижване от селото към града, както и ограничената раждаемост са причина за намаления брой на децата. Което налага закриването на прогимназията през 1974 г. Остава само начално училище и току-що откритата целодневна детска градина.
Развитие на културата в региона в положителна посока показват и започнатите през 1974 и успешно завършени през 1978 г. реставрационни работи на изоставената и разграбена Стара църква. Именно това са и причините за зачестилите посещения на туристи от цял свят. През 1981 г. е подновена и певческата самодейност сред възрастни и млади в селото.

## Добърска школа
Според местни легенди след битката при Беласица в 1014 г. между цар Самуил и византийския император Василий II Българоубиец, хилядите ослепени български войници намират убежище в селото. След поражението си те се отправили към Рилския манастир, но студена и тежка зима ги застига и те са принудени да останат. По време на престоя си установяват, че водата от аязмото в двора на църквата „Св. св. Теодор Тирон и Теодор Стратилат“ облекчава болката в очите им. Така се заселват и създават прочутата Добърска школа за музика, за да подпомагат незрящи деца, която съществува до началото на ХХ в.
През XIX век един от традиционните занаяти в селото е професионалното пеене с просия. В началото на XX  век занаятът започва да замира.

## Религия
В Добърско има няколко забележителни християнски храма. Сред тях е средновековната църква „Свети Атанасий“, „Св. св. Теодор Тирон и Теодор Стратилат“ и „Сретение Господне“.

### „Св. св. Теодор Тирон и Теодор Стратилат“
Църквата „Св. св. Теодор Тирон и Теодор Стратилат“ е построена през 1122 г., а стенописите са направени от будни и заможни добърчани през 1614 г. Храмът бил с малки размери (8,37 x 6,50 x 5,20 метра) и, както турците изисквали, външно не се отличавал от жилищните сгради. Наполовина в земята, без камбанария и купол, с малки прозорчета-мазгали, храмът приличал повече на малка непристъпна крепост. Но добърчани компенсирали това с вътрешната му богата украса и благолепие. Поразителните стенописи и автентична архитектура на храма го причисляват към най-ценните образци на българското изкуство. За стенописите за използвани бои, изработени от минерали от околностите, изцяло на природна основа. През 1973 – 1978 реставраторът Петър Попов и архитектът Златка Кирова реставрират стенописите и обновяват храма.
Църквата е паметник на културата и е под защитата на ЮНЕСКО. Част е от Стоте национални туристически обекта на БТС.
Именно стенописите донасят на малката и невзрачна на външен вид църква в Добърско световна известност. През 70-те години на 20 век известният уфолог Ерих фон Деникен им обръща специално внимание във филма си „Спомени от бъдещето“.Тогава за пръв път светът разбра за изографисания Христос в подобие на космически кораб, обграден в пламъци, на фона на ясно очертаваща се стратосфера и космическо пространство.

### „Свето Сретение Господне“
Църквата „Сретение Господне“ е построена през 1860 година и изографисана от майстори от Банската художествена школа.

### Осемте оброчища
Осем оброчища обграждат селото под формата на кръст. От юг е хълмът на св. Илия, от север – новоизграденият параклис на св. Богородица, на изток са Копаната църква със запазени останки от параклиса „Света Троица“ и вековен черен бор, на запад – Георгиева църква. В средата на кръста остава старата базилика, а до нея и възрожденската църква „Сретение Господне“ – също национален паметник на културата. Според местни легенди на всички тези места в миналото е имало поне по едно вековно дърво, до което е поставян жертвен камък или кръст и където са се провеждали обредите и тайнствата. Те са свързани помежду си с пътека и са туристически маршрут за гостите на селото.

## Туризъм
- Щрокалото, водопад с височина 30 m
- Римска пещ от III-IV в.н.е. е историческата забележителност от национално значение, използвана за производство на тухли и керемиди.
- Доклювата ела, вековно дърво на 500 години

### Туристически маршрути
- От с. Добърско по екопътеки „Пътеката на глухаря“ и „Пътеката на рилската иглика“ – времетраене: 4 ч. – Открити са през 2007 г.
- От с. Добърско до Копана черква – времетраене: 1 ч.
- От с. Добърско до „Вековния бор“ – „Римска пещ“ – черква „Св. Богородица“ – времетраене: 3 ч. – Вековното дърво е доклюева ела на 500 г.
- От с. Добърско до водопада „Щрокалото“ – времетраене: 10 минути от центъра на селото – Водопада има височина 30 м. на р. Клинеца.
- От с. Добърско до хижа Добърско – времетраене: 2 ч. – Хижата се намира в местността Вадата на височина 1750 м. От нея се стига до хижа Македония за 3 ч., до Малък Мечи връх (2474 м.) за 3,5 ч. и до летовище „Семково“ за 4 ч.
- От с. Добърско по културно исторически маршрут „По пътя на ранното християнство“ – Преминава през църквата в с. Добърско – ранно-християнската базилика „Св. Илия“ – „Писаната църква“ – църквата „Успение Богородично“ (с. Баня).
- През селото минава път, свързващ Рилската обител със Светогорските манастири.

### Посетителски център „Добърско“
Разположен на изхода на селото по посока Национален парк „РИЛА“ в сградата на Горско стопанство Разлог. Предлага се туристическа информация, организиране на екскурзии с водач, представяне на спектакъла „Правене на феруглица“, традиционна домашна баница и билков чай.
Посетителският център е отворен всеки ден от 11:00 до 16:00 часа.

## Кухня
Традиционни ястия за региона са шупла (тестено ястие от брашно, вода, мая, яйца и сирене), данкини баници, капама, полайник, боб с чекане.

## Личности
Родени в Добърско
- Васил Попов (1877 – 1910), български революционер
- Георги Байков (1877 – 1954), български революционер
- Георги Белов (? - след 1943), български революционер, куриер на ВМОРО, по-късно емигрант в Дорково[24]
- Лазар Костов (1845 – май 1882 г.), български учител и революционер от Българското възраждане. Участва в Първата (1862) и Втората българска легия (1867 – 1868) в Белград, както и в Руско-турската война като войвода на чета български доброволци. Баща е на писателя Стефан Л. Костов.[25][26]
- Лазар Попиванов, свещеник в родното си село през 1870-те[27]
- Пелагия Костова (1940 – 2024), певица

Списък на учителите в Добърско от 1858 до 1926 година
- Анания Нишков – от с. Долно Драглище – 1858 г.
- Георги Ст. Ролев – от с. Добърско – 1860 г.[29]
- Захария Попиванов – от с. Добърско – 1864 г.
- Димитър Г. Хаджиев – от с. Добърско – 1865 г.
- Велю Атанасов Книговезец – от с. Добърско – 1866 г.
- Георги Поплазаров – от с. Добърско – 1867 г.
- Данаил Филаров (Джупанов) – от с. Добърско – 1870 г.
- Георги В. Бучков – от с. Добърско – 1879 г.
- Михаил Григоров – от с. Годлево – 1890 г.
- Георги Праматаров – от с. Горно Драглище – 1898 г.
- Алекса К. Найденов – от с. Добърско – от 1900 до 1904 г.
- Лазар Захариев (Чергов) – от с. Добърско – от 1905 до 1908 г.
- Атанас Такеджиев – от гр. Кукуш – от 1914 до 1918 г.
- София Такеджиева – от гр. Кукуш – от 1914 до 1918 г.
- Велик Георгиев – от с. Г. Фрещене – от 1919 до 1920 г.
- Илия Терзиев – от гр. Белица – от 1920 до 1922 г.
- Сола Кафеджиева – от гр. Банско – от 1920 до 1922 г.
- Петър Клементиев – от гр. Белица – от 1922 до 1923 г.
- Ана Спасова – от гр. Кюстендил – от 1922 до 1923 г.
- Георги Тулев – от гр. София – от 1923 до 1924 г.
- Александър Савев – от гр. София – от 1923 до 1924 г.
- Борис Натов – от гр. София – от 1924 до 1925 г.
- Кирил Симеонов – от гр. София – от 1924 до 1925 г.
- Тончо Петров – от с. Г. Сахране – от 1925 до 1926 г.
- Христина Т. Петрова – от гр. София – 1925 до 1926 г.